# Gabrielle Giffords
Gabrielle Giffords, född 8 juni 1970 i Tucson, Arizona, är en amerikansk demokratisk politiker. Hon representerade delstaten Arizonas åttonde distrikt i USA:s representanthus mellan 2007 och 2012.
Kongressledamot Jim Kolbe kandiderade inte till omval i mellanårsvalet i USA 2006. Giffords vann valet och efterträdde Kolbe i representanthuset i januari 2007.
I januari 2011 utsattes Gifford för ett mordförsök. I vad som kommit att kallas Tucson-skjutningarna blev hon skjuten i huvudet under ett möte. Hon var måltavlan men sex andra personer dog. Gifford var i kritiskt tillstånd men klarade sig. Hon fick dock bestående skador på hjärnan vilket bland annat fick talsvårigheter till följd. Efter mordförsöket har hon engagerat sig för strängare vapenlagar i USA.

## Biografi

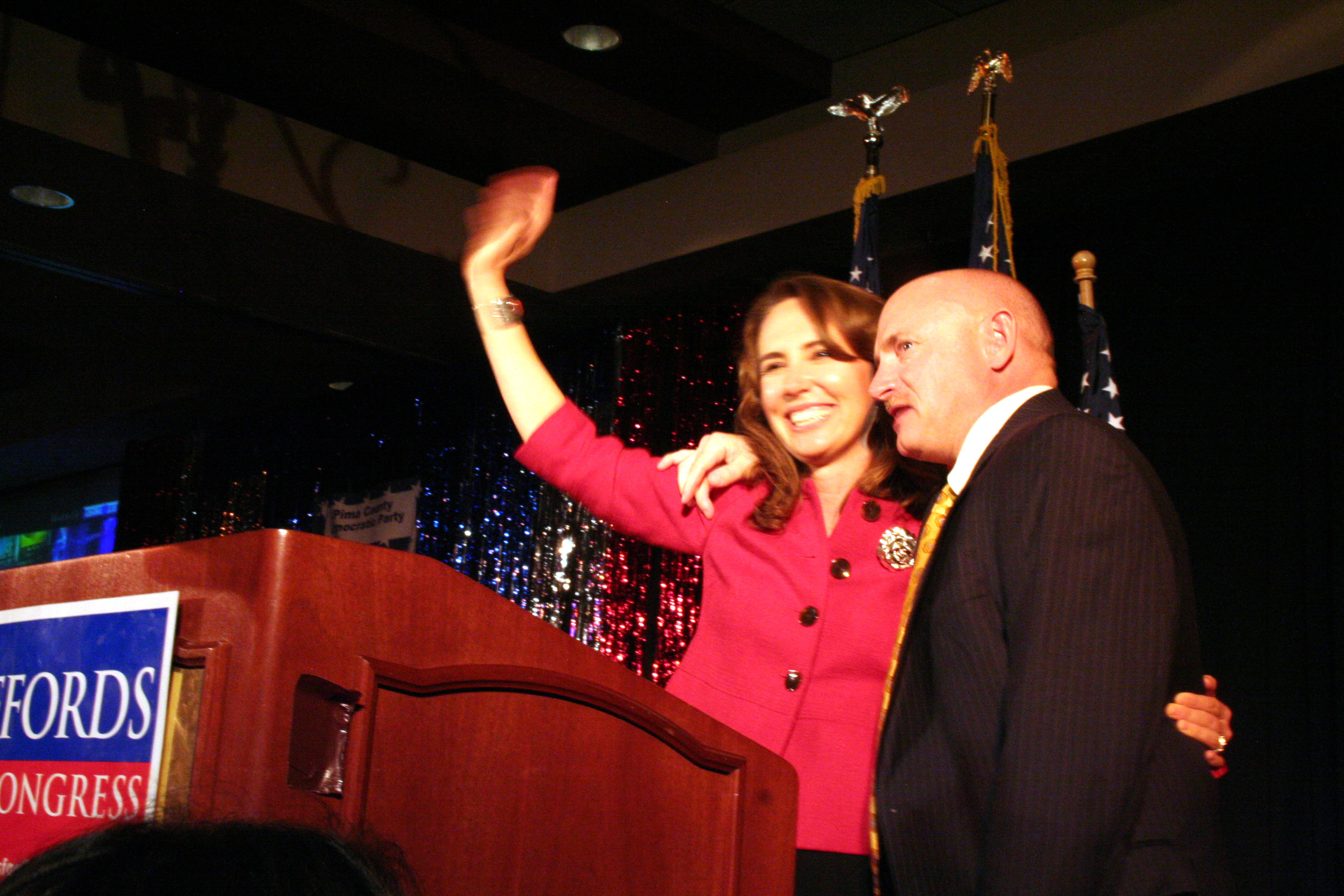
Giffords med maken Mark E. Kelly.

Giffords föddes i Tucson, Arizona, som dotter till Gloria Kay (född Fraser) och Spencer J. Giffords. Fadern är av judisk börd och modern tillhör Kristen Vetenskap-rörelsen. Sedan 2001 betraktar sig Giffords som helt och hållet judisk och tillhör en reformistisk församling i Tucson. Hon är den första judiska kongressledamoten från Arizona.
Giffords tog examen från Tucsons University High School. Hon tog en filosofie kandidatexamen i Sociologi och Latinamerikansk historia från Scripps College 1993 och avlade en masters i stadsplanering vid Cornell University 1996. Hon studerade främst relationen mellan USA och Mexiko vid Cornell och var en fulbright-stipendiat i Chihuahua, Mexiko 1996.
Giffords gifte sig med den amerikanske astronauten Mark E. Kelly 10 november 2007. Han var pilot på rymdfärjorna STS-108 och STS-121 och befälhavare för STS-124 och STS-134.
Hon har varit medlem i Anti-Defamation Leagues styrelse i Arizona.

### Mordförsök
Giffords sköts i sin hemstad Tucson på ett möte med väljare utanför en butik den 8 januari 2011 och skadades allvarligt. Flera andra personer blev också skjutna, sex av dem dödligt.
Jared Lee Loughner greps på plats för skottdramat.
Efter skadan Gifford ådrog sig vid skjutningen tog det lång tid innan hon återhämtade sig. Hon har numera talsvårigheter och problem med höger arm och ben. Den 25 januari 2012 avtackades hon för sin tjänst i USA:s representanthus.

### Karriär efter kongressen
I januari 2013 hade Giffords fortfarande svårt att tala och gå, och hennes högra arm var förlamad. Hon fortsatte att genomgå talterapi och sjukgymnastik.
Efter skjutningen blev Giffords en förespråkare för icke-vapen-våldsorsaker. År 2017, efter masskjutningen i Las Vegas som dödade 58 och skadade 546 personer, bad hon lagstiftare att vidta åtgärder och sade att hon "vet skräcken av vapenvåld alltför väl."